# Groupe H des éliminatoires du Championnat d'Europe féminin de football 2022
Navigation
Groupe G Groupe I
Cet article donne les résultats des matchs du groupe H des éliminatoires de l'Euro 2022. Le premier du groupe est directement qualifié pour l'Euro 2022. La deuxième équipe du groupe est qualifiée pour l'euro si elle fait partie des trois meilleurs deuxièmes, sinon, elle affronte une autre équipe terminant deuxième via un tirage au sort en match aller-retour.

## Classement
| Rang | Équipe   | Pts | J | G | N | P | Bp | Bc | Diff |  | Résultats (▼ dom., ► ext.) |     |     |     |     |     |
| ---- | -------- | --- | - | - | - | - | -- | -- | ---- |  | -------------------------- | --- | --- | --- | --- | --- |
| 1    | Belgique | 21  | 8 | 7 | 0 | 1 | 37 | 5  | +32  |  | Belgique                   |     | 4-0 | 6-1 | 6-1 | 6-0 |
| 2    | Suisse   | 19  | 8 | 6 | 1 | 1 | 20 | 6  | +14  |  | Suisse                     | 2-1 |     | 6-0 | 2-0 | 4-0 |
| 3    | Roumanie | 12  | 8 | 4 | 0 | 4 | 13 | 16 | -3   |  | Roumanie                   | 0-1 | 0-2 |     | 4-1 | 3-0 |
| 4    | Croatie  | 7   | 8 | 2 | 1 | 5 | 7  | 19 | -12  |  | Croatie                    | 1-4 | 1-1 | 0-1 |     | 1-0 |
| 5    | Lituanie | 0   | 8 | 0 | 0 | 8 | 1  | 32 | -31  |  | Lituanie                   | 0-9 | 0-3 | 0-4 | 1-2 |     |

## Résultats et calendrier
| 1re journée        | Lituanie | 1-2   | Croatie |  |  |
| 29 aout 2019 17h30 |          | (0-1) |         |  |  |

| 2e journée             | Belgique | 6-1   | Croatie |  |  |
| 3 septembre 2019 20h30 |          | (2-0) |         |  |  |

| 3 septembre 2019 | Suisse | 4-0   | Lituanie |  |  |
| 19h00            |        | (1-0) |          |  |  |

| 3e journée           | Lituanie | 0-3   | Suisse |  |  |
| 4 octobre 2019 17h30 |          | (0-1) |        |  |  |

| 4e journée           | Suisse | 2-0   | Croatie |  |  |
| 8 octobre 2019 19h00 |        | (2-0) |         |  |  |

| 8 octobre 2019 | Roumanie | 0-1   | Belgique |  |  |
| 17h30          |          | (0-1) |          |  |  |

| 5e journée            | Roumanie | 3-0   | Lituanie |  |  |
| 8 novembre 2019 17h00 |          | (2-0) |          |  |  |

| 8 novembre 2019 | Croatie | 1-4   | Belgique |  |  |
| 18h00           |         | (1-2) |          |  |  |

| 6e journée             | Suisse | 6-0   | Roumanie |  |  |
| 12 novembre 2019 19h00 |        | (2-0) |          |  |  |

| 12 novembre 2019 | Belgique | 6-0   | Lituanie |  |  |
| 20h30            |          | (3-0) |          |  |  |

| 9e journée              | Croatie | 1-1   | Suisse |  |  |
| 18 septembre 2020 17h30 |         | (1-0) |        |  |  |

| 18 septembre 2020 | Belgique | 6-1   | Roumanie |  |  |
| 17h30             |          | (3-0) |          |  |  |

| 10e journée             | Suisse | 2-1   | Belgique |  |  |
| 22 septembre 2020 19h00 |        | (1-0) |          |  |  |

| 22 septembre 2020 | Roumanie | 4-1   | Croatie |  |  |
| 18h00             |          | (3-1) |         |  |  |

| 7e journée            | Lituanie | 0-4   | Roumanie |  |  |
| 23 octobre 2020 18h00 |          | (0-0) |          |  |  |

| 8e journée            | Roumanie | 0-2   | Suisse |  |  |
| 27 octobre 2020 16h30 |          | (0-1) |        |  |  |

| 27 octobre 2020 | Lituanie | 0-9   | Belgique |  |  |
| 18h00           |          | (0-5) |          |  |  |

| 7e journée             | Croatie | 1-0   | Lituanie |  |  |
| 27 novembre 2020 16h00 |         | (0-0) |          |  |  |

| 1er journée             | Belgique | 4-0   | Suisse |  |  |
| 1er décembre 2020 17h00 |          | (2-0) |        |  |  |

| 3e journée            | Croatie | 0-1   | Roumanie |  |  |
| 23 février 2021 16h00 |         | (0-0) |          |  |  |